# سنگ‌چشم‌های بیشه سبزرنگ
سنگ‌چشم‌های بیشه سبزرنگ (نام علمی: Telophorus) یک تیره از پرندگان از خانواده سنگ‌چشمان بیشه (Malaconotidae) است. این سرده دارای چهار گونه است.